# هنری توماس
هنری توماس (به انگلیسی: Henry Thomas) (زادهٔ ۹ سپتامبر ۱۹۷۱) بازیگر و نوازندهٔ آمریکایی است.
ازجمله فیلم‌های معروف که او در آن بازی کرده‌است، می‌توان به ای. تی. موجود فرازمینی، ماجرای مرموز و پرالتهاب، والمونت، روانی ۴، مرده در آب، خیریه انسان رنجور، دارودسته‌های نیویورکی، نیاگارا، نیاگارا و همه اسب‌های زیبا اشاره کرد.